# 伊拉夸拉
伊拉夸拉（葡萄牙語：Iraquara）是巴西巴伊亚州的一个市镇。总面积800.332平方公里，总人口20752人，人口密度25.9人/平方公里。